# هانا بریخووا
هانا بریخووا (چکی: Hana Brejchová؛ ‏ ۱۲ دسامبر ۱۹۴۶ – ۲۲ آوریل ۲۰۲۴) بازیگر بازنشستهٔ اهل جمهوری چک بود.
از جمله فیلم‌هایی که وی در آنها نقش داشته‌است، می‌توان به آمادئوس، آدلا هنوز شام نخورده و عشق‌های یک بلوند اشاره کرد.